# Alfonso Baella Tuesta
Alfonso Baella Tuesta (Lima, 31 de octubre de 1926 - Ib., 28 de febrero del 2017) fue un abogado, periodista y político peruano. Fue catalogado como uno de los periodistas peruanos más importantes e influyentes del siglo XX. Su publicación "El Poder Invisible", obtuvo el récord como el libro más vendido del año 1976 y 1977 a nivel nacional. En el ámbito político ejerció como congresista de la república durante el periodo 1995-2000.

## Biografía
Nació en la ciudad de Lima, el 31 de octubre de 1926.
Estudió la carrera de Derecho en la Universidad Mayor de San Marcos con la tesis sobre Ley de Partidos Políticos.
En 1949, fundó el semanario El Popular que luego fue clausurado por el gobierno de Manuel A. Odría. Fue también jefe de la Sección Política del Diario El Comercio de 1957 a 1974 y de 1982 a 1992.
Fue corresponsal de la Agencia Alemana de Prensa DPA de 1970 a 1980.
En 1975 fundó el Semanario El Tiempo el cual se publicó hasta 1982, donde fue clausurado en siete oportunidades y fue deportado dos veces por el gobierno militar de los generales Juan Velasco Alvarado y Francisco Morales Bermúdez.
Durante varios años dirigió los programas políticos en los principales canales de televisión de Lima. Su programa Los Caminos del Poder de América Televisión, fue clausurado en medio de un gran escándalo, en vísperas de que asumiera la presidencia Alan García. Durante el primer gobierno aprista, fue considerado como uno de los principales opositores 
Condujo el programa Frente a Frente que se transmitió primero en la Frecuencia Latina, y posteriormente se relanzó en Red Global.
Baella fue condecorado con la orden del Congreso de la República en 1984, durante la presidencia del Senado de Manuel Ulloa Elías, por su deber de la Libertad de Expresión.

## Carrera política

### Congresista de la República
En las elecciones parlamentarias de 1995, Baella decidió incursionar en la política peruana como candidato al Congreso de la República por la alianza Cambio 90-Nueva Mayoría de Alberto Fujimori. Luego fue elegido como congresista de la república, con 12,714 votos, para el periodo parlamentario 1995-2000.
En su gestión parlamentaria, presidió la delegación peruana a la Sesión Anual del Consejo de la Unión Parlamentaria Mundial en 1995. Donde habló en la sesión especial de la Organización de las Naciones Unidas (ONU).
Renunció a la alianza fujimorista en 1996, pasando a una posición independiente. Según sus propias declaraciones, se vio en la necesidad de separarse de la bancada ya que como congresista, debía honrar los valores constitucionales y cargos que se le había dado.
En 1999, publicó "¿Qué fue del Referéndum?" donde criticó a los congresistas de la oposición al régimen fujimorista.
Culminando su labor parlamentaria, Baella volvió al fujimorismo e intentó su reelección en el Congreso de la República en las elecciones parlamentarias del año 2000 por la alianza Perú 2000, sin embargo, no resultó reelegido.

## Fallecimiento
El 28 de febrero del 2017, Alfonso Baella Tuesta falleció a los 90 años tras padecer de una penosa enfermedad. La noticia fue dada por su hijo, Alfonso Baella Herrera, a través de redes sociales. Sus restos luego fueron velados en los Jardines de la Paz en el distrito de La Molina.

## Publicaciones
- El Poder Invisible (1976), que es una versión en contra del gobierno revolucionario de las Fuerzas Armadas
- El Miserable (1977), entre otras cosas, relata el asalto de los Diarios por el gobierno militar de 1976.
- El Secuestro (1978), relato de la deportación, en vísperas de las elecciones de la Asamblea Constituyente de 1978. Fueron enviados a Jujuy, Argentina, candidatos comunistas a los constituyentes, periodistas, dirigentes senderistas, también los Almirantes de la Armada Peruana, Alfonso Baella Tuesta fue el único periodista.
- ¿Qué pasa? y Prensa Libre tiene una selección de artículos publicados en El Tiempo, bajo el régimen revolucionario.
- ¿Qué fue del referéndum? (1999)